# Leader
Leader é uma rede brasileira de lojas de departamento fundada em 1951 em Miracema, no estado do Rio de Janeiro. Atua, além do Rio do Janeiro, nos estados de Minas Gerais, Pernambuco, Espírito Santo, Alagoas, Sergipe e Rio Grande do Norte.
A rede era chamada de Leader Magazine até 2004, quando, com a entrada do famoso slogan Sua vida mais bonita, passou a ser chamada apenas Leader; porém suas lojas continuavam com a antiga nomenclatura, quadro que mudou em 2006, com a chegada de uma nova marca — uma assinatura simplificada branca dentro de um retângulo vermelho. Essa marca foi substituída em 2010, com o atual slogan Mais do que você imagina, por uma com sutis diferenças - a marca passou a ter um efeito metálico tridimensional, um contorno branco e quinas arredondadas. Em 2011, ela foi re-ilustrada, mantendo as formas padrões, mas com os volumes e iluminação diferentes.
Controlador das Lojas Leader até 2016, o banco de investimentos BTG Pactual anunciou o pedido de falência da rede varejista. A solicitação foi feita pela família Furlan, dona da rede de lojas paulista Seller, comprada pela Leader em 2013, que reclama pagamento atrasado de 9 milhões de reais na Justiça. A dívida total da Leader chegou a 1 bilhão de reais.
Com uma dívida de R$ 1,1 bilhão, em 2020, a Leader negociou os termos de seu plano de recuperação judicial com credores. Várias de suas lojas encerraram as atividades comerciais; inclusive a sua primeira loja, criada no município de Miracema, que fechou após 71 anos de operação em 29 de outubro de 2022. Na cidade do Rio de Janeiro, a Leader conta com somente 6 filiais em funcionamento. No final de maio de 2024, a Leader anunciou uma queima de estoque, que indicava a desativação de vez da marca, ou uma tentativa de atrair clientes com a finalidade de angariar recursos para pagamentos de dívidas. O fechamento em massa das lojas levou a uma onda de protestos dos funcionários, que denunciaram salários atrasados e outras dívidas nas redes sociais da empresa. Em setembro de 2024, reinaugurou sua loja em Bonsucesso, bairro do Rio de Janeiro.
Em Abril de 2025 a Justiça do Rio de Janeiro decretou falência das lojas Leader